# 서울중마초등학교
서울중마초등학교(서울中馬初等學校)는 대한민국 서울특별시 광진구에 있는 공립 초등학교이다.

## 학교 연혁
- 1982년 11월 10일: 개교
- 2009년 7월 1일: 교육과학기술부지정 사교육없는 학교지정
- 2016년 12월 21일: 창의적 체험활동 자료 우수활용 학교 표창(서울시교육청)
- 2017년 2월 17일: 제34회 졸업식(103명), 총 졸업생수 9,110명
- 2017년 3월 2일: 입학식(79명), 27(1) 학급 편성
- 2017년 12월 6일: 학교업무정상화 교육감상 시상
- 2018년 2월 15일: 제35회 졸업식(99명), 총 졸업생수 9,209명
- 2018년 3월 2일: 입학식(95명), 27(1) 학급 편성
- 2019년 2월 15일: 제36회 졸업식(76명), 총 졸업생수 9,285명
- 2019년 3월 4일: 입학식(98명), 26(1) 학급 편성
- 2020년 2월 14일: 제37회 졸업식(101명), 총 졸업생수 9,386명
- 2024년 2월 7일: 제41회 졸업식(82명), 총 졸업생수 9,699명

## 참고 자료
- 서울중마초등학교 - 한국교육학술정보원 학교알리미